# Kniteforce
Kniteforce ist ein britisches Breakbeat-Label, das besonders in Großbritannien und Deutschland mit Happy Hardcore bekannt wurde. Typisch für Kniteforce waren düstere Breakbeats mit euphorischem, häufig gepitchtem Gesang.
Das Label wurde 1993 von dem Produzenten Christopher Howell alias Luna-C gegründet.
1997 verkaufte Howell Kniteforce Records aufgrund finanzieller Schwierigkeiten an das Label Death becomes me. 1998 wurde es eingestellt.
Mit Kniteforce Again wurde 2002 ein Neubeginn versucht.
Das Label ist mittlerweile wieder aktiv und veröffentlicht neue Musikstücke, welche sehr an die aus den Neunzigern bekannten Tracks anknüpfen.
Im Mai 2017 wurde außerdem das Sublabel Knitebreed wieder reaktiviert sowie eine label-eigene Internet-Radiostation erstellt.
Die komplette Diskografie ist mittlerweile via iTunes und Beatport erhältlich.

## Sublabels
- Dyne
- Eclipsed Records
- Influential
- JFK
- Keep It Fresh
- Knitebreed
- Kniteforce Again
- Kniteforce Special Edition
- Lazy DJ
- Malice Records
- Remix Records
- Strange Room
- Thought Records